# オッツァーノ・モンフェッラート
オッツァーノ・モンフェッラート（伊: Ozzano Monferrato）は、イタリア共和国ピエモンテ州アレッサンドリア県にある、人口約1,400人の基礎自治体（コムーネ）。

## 地理

### 位置・広がり
| 隣接するコムーネは以下の通り。 - カザーレ・モンフェッラート - チェッラ・モンテ - チェレゼート - ポンテストゥーラ - ロジニャーノ・モンフェッラート - サーラ・モンフェッラート - サン・ジョルジョ・モンフェッラート - トレヴィッレ |

### 地震分類
イタリアの地震リスク階級 (it) では、4 に分類される
。